# BAP!!
BAP!! (acrònim de Babarruna ta Aza Popularra!!) va ser un grup de música hardcore punk basc format a Andoain el 1984 i que es va dissoldre el 1996. Tres del seus membres formaren el 2004 el grup Inoren Ero Ni.

## Història
BAP!! es va fundar el 1984 a Andoain amb Eneko Abrego, Andreu, Drake i Txanpi. Sota la influència de Bad Brains, fou un dels grups pioners del so hardcore al País Basc.
El 1986 van gravar la seva primera maqueta, Babarruna ta Aza Popularra!!. Després van participar en el disc compartit !Condenados a luchar! amb els grups Porkeria T, Ultimatum, Zer Vicio?, MCD i Danba.
El 1988 van publicar el seu primer disc, Bidehuts eta Etxehuts, amb la producció de Basati Diskak. Després de gravar l'àlbum, Txanpi i Andreu van deixar la banda i van ser substituïts per Mikel Abrego (germà d'Eneko) i Jomes. Amb la nova formació van presentar el disc Zuria Beltzez.
El tercer àlbum del grup es va publicar el 1994, Lehertzeko Garaia, amb el segell discogràfic Esan Ozenki. Per a molts crítics, aquest és el millor disc realitzat per BAP!!, tant pel les lletres com per les melodies i el ritme.
El 1996, BAP!! es va dissoldre deixant el testament videogràfic ...Ta Bestela Ondo?, que inclou videoclips, entrevistes i gravacions en directe. L'últim concert de la banda va ser a l'antic gaztetxe d'Andoain, centre social okupat al qual sempre van estar vinculats.

## Membres
- Eneko Abrego: cantant
- Drake: baix i guitarra
- Jomes: guitarra
- Andreu: baix
- Txanpi: bateria (1984-1989)
- Mikel Abrego: bateria (1989-1996)

## Discografia

### Àlbums
- Babarruna ta Aza Popularra (Autoeditat, 1986)
- Bidehuts eta Etxehuts (Basati Diskak, 1988)
- Zuria Beltzez (Basati Diskak, 1992)
- Lehertzeko Garaia (Esan Ozenki, 1994)
- Bazen (directe del concert de comiat, Metak, 2003)